# 卵を調理する老女
『卵を調理する老女』(たまごをちょうりするろうじょ、西: Vieja friendo huevos、英: Old Woman Cooking Eggs) は、バロック期のスペインの巨匠ディエゴ・ベラスケスが1618年に制作したキャンバス上に油彩画である。師であったセビーリャの画家フランシスコ・パチェーコからベラスケスが独立したばかりの頃に描かれた初期のボデゴン (スペインの厨房画、静物画) を代表する作品である。1955年以来、エジンバラのスコットランド国立美術館に収蔵されている。

## 主題
ボデゴンとはスペイン語で「蔵」または「宿」を意味するが、絵画としては目立つ静物を含む厨房または居酒屋の光景 (または静物だけ) を描いたものであり、『卵を調理する老女』はそうした作品の１つである。北方ヨーロッパには、そのような庶民の生活を描いた絵画の先例があるが、ベラスケスはエングレービングを通して、それらを知っていた可能性がある。また、同時代のスペインにはしばしば無頼漢を描いた小説があって、ベラスケスはそのうち最も人気のあった1つ、マテオ・アレマンの悪漢小説『グスマン・デ・アルファラーチェ』に影響を受けた可能性がある。この小説には若いホームレスの悪童の冒険が書かれており、「卵を調理する老女」の１節があるからである。

## 概要
卓抜な構想と人物および静物の卓抜な描写から、本作はセビーリャ時代のベラスケスの代表的なボデゴンの傑作とみなされている。1618年の年記を持つ本作を描いた時、ベラスケスはまだ19歳で、前年まで師事していたセビーリャの画家フランシスコ・パチェーコから独立し、一人前の画家として活動を開始したばかりであった。本作はパチェーコの無味乾燥な作品とはまったく異なっており、ベラスケスが自身の技量を意図して公に表明した作品であることは間違いない。
ベラスケスの師パチェーコによると、ベラスケスは「まだ少年のころ、村人の見習いをモデルに雇い、泣いたり、笑ったりというさまざまな動きやポーズをとらせてデッサン力をマスターした」と回想している。このようなベラスケスの初期作品に見られる斬新な写実主義はパチェーコの作風とは異なり、16世紀以降のテネブリスム的自然主義とバロックの先鞭をつけたカラヴァッジョという2つの流れも考慮しなければならない。スペインの画家、美術著述家であったアントニオ・パロミーノは、パチェーコの言葉を受けてベラスケスを「第2のカラヴァッジョ」と定義しているが、画家の本作や同時代のボデゴンにはカラヴァッジョ的な古典性はなく、スペイン的な庶民性が濃厚である。
本作の画面の中心を占めているのは横顔の老女で、火鉢にかけた鍋で卵を調理しているが、卵を油で揚げているのか湯で煮ているのかは判別がつかない。画面の左側にはメロンとワインの入った瓶を持つ少年が立っている。最前景のテーブルには、陶器の皿、金属の乳鉢、ナイフ、ニンニク、玉ねぎ、2つの陶器の水差しが見事な質感で描き分けられて並んでいる。
作品の静物に用いられている迫真的写実力は人物の描写にも見て取れる。画家のセビーリャ時代の人物像は三次元的なヴォリュームを持つだけでなく、個性的な特徴、風貌、存在感を理想化せずに描き出す卑俗な現実主義に貫かれている。画中のどの人物も実在の生身の人間をモデルに描かれたことをはっきりと示している。前時代までの画家たちが実在のモデルを用いながらも、実在感に欠く理想的な人物像に仕上げているのとは対照的である。パチェーコによると芸術家に最高の名誉をもたらすボデゴンとは、「人物が力強さ、素描、色彩を備え、そして生きているように見え、同じ絵の中で自然から模写された事物と等しく表されて」いなければならなかった。本作は、19歳のベラスケスがそのことをたやすく達成していることを示している。なお、画中の少年は、『東方三博士の礼拝』(プラド美術館) の左端上に描かれている若い王、そして『セビーリャの水売り』 (アプスリー・ハウス) の左に描かれている少年と同じモデルに基づいている可能性がある。